# Valle de los Girasoles Fraccionamiento
Valle de los Girasoles Fraccionamiento är en ort i Mexiko.   Den ligger i kommunen Ixtlahuacán de los Membrillos och delstaten Jalisco, i den centrala delen av landet, 400 km väster om huvudstaden Mexico City. Valle de los Girasoles Fraccionamiento ligger 1 525 meter över havet och antalet invånare är 1 478.
Terrängen runt Valle de los Girasoles Fraccionamiento är kuperad åt sydost, men åt nordväst är den platt. Runt Valle de los Girasoles Fraccionamiento är det tätbefolkat, med 636 invånare per kvadratkilometer. Närmaste större samhälle är Las Pintitas, 18,7 km nordväst om Valle de los Girasoles Fraccionamiento. I omgivningarna runt Valle de los Girasoles Fraccionamiento växer huvudsakligen savannskog.